# Нохерн
Нохерн (нем. Nochern) — община в Германии, в земле Рейнланд-Пфальц. 
Входит в состав района Рейн-Лан. Подчиняется управлению Лорелай.  Население составляет 535 человек (на 31 декабря 2010 года). Занимает площадь 7,11 км².